# ويليام هيل براون

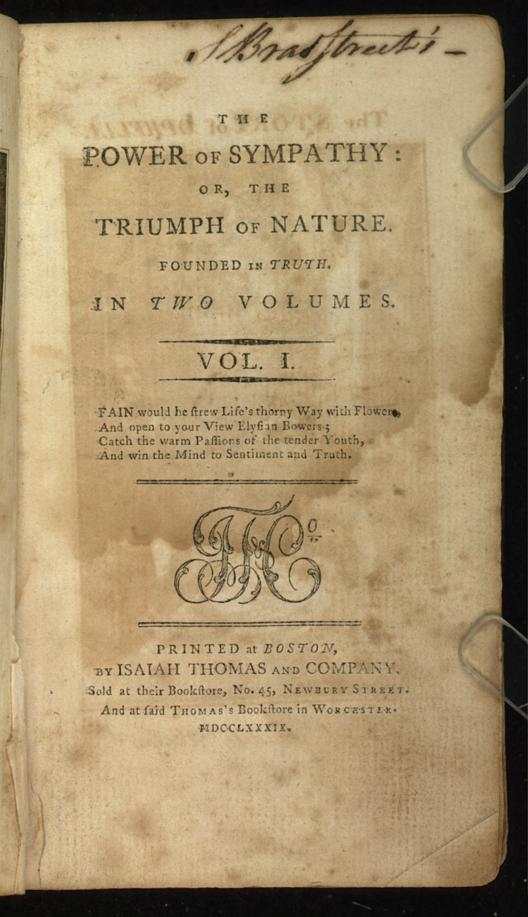
رواية "قوة التعاطف" أول رواية أمريكية أُلفت من قبل ويليام هيل براون

ويليام هيل براون (بالإنجليزية: William Hill Brown)‏ (نوفمبر 1765 - 2 سبتمبر 1793). هو روائي أمريكي. وهو مؤلف ما يعتبر أول رواية أمريكية، «قوة التعاطف» (1789).

## أعماله
- قوة التعاطف «The Power of Sympathy» (رواية 1789).
- Harriet, And The Domestick Reconciliation.

## روابط خارجية
- ويليام هيل براون على موقع الموسوعة البريطانية (الإنجليزية)